# Лазурненська селищна територіальна громада
Лазурненська селищна територіальна громада — територіальна громада в Україні, в Скадовському районі Херсонської області. Адміністративний центр — селище Лазурне.
Площа громади —  км², населення —  мешканців (2017).

## Населені пункти
До складу громади входять 1 селище (Лазурне) і 6 сіл (Володимирівка, Лиманське, Новософіївка, Калинівка, Петрівка, Сябри).